# Belmont Chasma
Belmont Chasma è un canyon situato sulla superficie di Titania, il maggiore dei satelliti di Urano, lungo approssimativamente 250 km.
La formazione deve il suo nome alla località di Belmonte, luogo citato nella commedia shakespeariana Il mercante di Venezia.